# 藤原保成
藤原 保成（ふじわら の やすなり）は、平安時代後期の貴族。藤原北家末茂流、参議・藤原家保の子。官位は従四位下（または正四位下）・美濃守。

## 経歴
崇徳天皇の乳母子であった関係からその傍に仕え、新院判官代と呼ばれる。大治2年（1127年）に蔵人、久安2年（1146年）には正五位下に叙され、美濃守を経て、久安5年（1149年）従四位下に至る（一説ではその後正四位下まで進む）。そうした関係から、保元元年（1156年）の保元の乱に際しては、崇徳上皇方に参加。敗戦後、配所に赴く上皇が仁和寺を出立する際に保成の車を使用したことが、『保元物語』に見える。ただし保成自身については、戦後の処罰を含め、その後の動静は不明である。

## 系譜
- 父：藤原家保
- 母：不詳
- 生母不詳の子女
  - 男子：勝成[3]